# Univers de Vision d'Escaflowne
Pour l’article homonyme, voir Vision d'Escaflowne.
L'œuvre Vision d'Escaflowne, déclinée sur de nombreux supports, se déroule au sein d'un monde complexe dévoilé au gré des différentes composantes. Elle introduit un certain nombre de notions et d'objets et fait découvrir un monde complexe et varié qu'il convient de présenter.
Les différentes œuvres composant la fresque se trouvent en fin d'article.

## Vocabulaire

### Escaflowne
Escaflowne est un guymelef légendaire.
Dans la série, l'Escaflowne a été construit par le légendaire Ispano. Il a longtemps été en sommeil dans le sanctuaire du royaume de Fanelia, et Van Fanel l'active avec la pierre issue du cœur du dragon au début de la série, appelée Drag energist.
Dans le film, il est réveillé lorsque Hitomi se retrouve téléportée sur Gaïa, dans son cockpit.

### Gaïa
Gaïa est la planète sur laquelle Hitomi se retrouve téléportée, et où se déroulent la plupart des aventures des différentes versions de l'histoire (série, manga, film d'animation). Il s'agit d'une planète qui ressemble beaucoup à la Terre (taille, climat...). En fait, il s'agit d'une Terre jumelle bien que les continents et pays soient différents.
Les habitants de Gaïa voient la Terre, mais pas l'inverse, selon la volonté des Atlantes de la Terre, ils souhaitaient un nouveau monde pour ne pas répéter les mêmes erreurs.

### Guymelef
Un Guymelef est une sorte d'armure géante (un mecha). Elle dispose d'un cockpit spécial pour son pilotage (les bras et jambes du pilote semblent reliées mécaniquement et directement à ceux de l'armure)

### Lune des illusions
Il s'agit du nom que les habitants de Gaïa donnent à la Terre.
Dans la série, Terre et Lune apparaissent selon des phases, de jour comme de nuit, (un peu comme la Lune pour nous). Les légendes de Gaïa veulent que ceux qui viennent de la Lune des illusions porteraient malheur.
Dans le film, l'apparition de notre planète et de notre Lune semble liée au réveil de l'Escaflowne.
Dans le manga, du point de vue de Gaïa, notre planète apparaît ou disparaît du ciel selon les moments. Il n'est pas connu qu'il s'agit en fait d'une planète habitée et elle est donc considérée comme une simple lune : d'où son surnom Lune des illusions.

### Melef
Un Melef est une sorte d'armure de combat, plus petite (et donc plus courante) que les guymelefs.
Il semblerait qu'elles soient réservées aux soldats moins gradés.

## Situation géopolitique de Gaïa

### Fanelia
Fanelia est le royaume dont Van Fanel est le prince héritier. Sa capitale porte le même nom.
C'est une zone forestière et montagneuse, surnommée le pays des dragons en raison de la présence de ces animaux mythiques dans les environs.
Ce pays vit principalement de l'agriculture. Ses forets sont de toutes beautés, et très réputées sur Gaia.
La coutume de ce pays veut que le prince héritier doit tuer un dragon en combat singulier et lui prendre son cœur, une sorte de pierre rose, pour accéder au trône et devenir roi. (Cette pierre est le combustible principal des guymelefs aussi appelée Drag'Energist)

### Astria
- Dirigeant : Roi Aston d'Astria

Le roi Aston a deux filles vivantes : Mirana et Elise (Marlene était la plus âgée, mais malheureusement décédée de maladie).
Allen Shezar fait partie des chevaliers de ce royaume. C'est un chevalier Celeste, le plus haut grade.
Sa capitale est Palas, une ville portuaire, et vit principalement des produits de la mer.

### Fleid
- Duché
- Capitale : Godasim
- Dirigeant : le duc Mahard, veuf de Marlene, et leur fils Cid

### Zaïbacker
- Dirigeant : Dornkirk

Zaïbacker est un empire ayant une technologie en apparence proche de notre « ère industrielle », les robots géants pouvant se rendre invisibles. En plus, cet empire vit principalement de l'industrie et de la métallurgie.
Si le peuple de Zaïbacker est, au moment de l'histoire, le plus puissant de Gaïa, c'était, à l'origine, l'un des plus faibles. Ce peuple vit d'ailleurs dans la misère jusqu'à la venue d'un homme originaire de la lune des illusions qui dit s'appeler Isaac. Celui-ci va alors, grâce à ses connaissances, apporter à ce peuple les moyens de sortir de la misère et de monter très vite en puissance.
Dilandau fait partie de leur armée, sous les ordres de Folken Fanel.
L'empire dispose d'une armée proprement gigantesque et divisée en quatre armées dont: l'Armée d'Argent dirigée par le général Getin Gus, l'Armée d'Acier dirigée par le général Zodia Quu, l'Armée de Bronze dirigée par le général Helio Eides et l'Armée de Cuivre (dont le commandant, le général Adelphos Gein, est le commandant suprême des forces armées de l'empire). Ces quatre armées ne se réunissent que deux fois au cours de la série : d'abord quand l'invasion de Fleid a été décidée et qu'elles mènent l'assaut, puis quand l'alliance regroupant les autres états de Gaïa envahit Zaïbacker. L'empire est également très en avance sur les autres nations dans le domaine des Guymelefs (les Guymelefs les plus avancés au niveau technologique de la série viennent tous de Zaïbacker et ils y sont produits en série) et au niveau de ses vaisseaux volants (l'empire dispose de plusieurs dizaines, voire centaines, de forteresses volantes de formes et tailles diverses qui surpassent facilement en nombre leurs opposant et permettent de déployer rapidement les troupes). L'intégralité de l'armée Zaïbacker se compose, si l'ont ne compte pas les équipages des forteresses volantes, de près de 55 000 hommes, dont 10 000 pilotes de Guymelefs et un certain nombre de chars blindés, uniques sur Gaïa, armés de lance-flammes.

### Autres
- République de Bazram : Un état assez puissant et avancé technologiquement, ils ont notamment crée l'équivalent d'une arme nucléaire dont ils font usage lors de la bataille finale contre l'empire. Leur style semble être inspiré par le second empire allemand car leurs soldats portent un casque rappelant un Stahlhelm ou un Pickelhaube.
- Royaume de Chezario : Une nation faisant partie de l'alliance de Gaïa pour vaincre Zaïbacker. Son style semble être inspiré par le Moyen Âge européen et notamment par l'ordre des chevaliers du temple, les armures de ses soldats rappelant celle des templiers et leur emblème étant une croix rouge sur un drapeau blanc.
- Royaume de Deidlas : Une autre nation appartenant à l'alliance contre Zaïbacker. Les uniformes et la façon de manœuvrer de leurs soldats semble indiqué que cette nation est inspirée par l'URSS.
- Royaume d'Egzardia : Une des nations appartenant à l'alliance contre Zaïbacker. Elle a un style inspiré par le XVIIe siècle, ses soldats portant un uniforme rappelant les uniformes européens de cette époque.

### Les Guymelefs
« Guymelef » est le nom donné aux mechas sur Gaïa, ils font généralement 8 mètres de haut. Les Melefs sont de plus petites armures (environ 4 mètres) utilisée à la fois pour la guerre et aussi pour les travaux. (voir le 2e épisode, à Fanélia et plus particulièrement le 14e épisode dans le site d'extraction des Zaïbacker)
Escaflowne
Le Guymelef de Van, un engin puissant et très ancien pouvant se transformer en un dragon mécanique, dont l'épée est dotée d'une lame extensible ou réductible, ce qui rend son stockage et son entretien différent de ceux des autres Guymelefs. Construit il y a 150 ans par le peuple d'Ispano, Escaflowne est le joyau de la couronne de Fanélia. Pour l'activer, le futur pilote doit disposer d'un cœur de dragon et effectuer un pacte de sang avec sa machine qui le lie à la vie, à la mort.
Scheherazade
Celui de Allen. C'est un Guymelef équipé d'une épée et doté d'une grande cape, au style très « chevaleresque » et qui se bat comme un vrai maître épéiste. Il apparait plus tard que les autres Chevaliers Célestes d'Astria utilisent des Guymelef semblable, quoique le casque et la couleur de la cape ne soient pas semblables.
Alseid et Alseides
Celui des Chevaliers « DragonSlayers » de l'Empire Zaïbacker développé par Dornkirk, Folken et leurs magiciens. Il apparait par la suite que c'est l'appareil standard employé par Zaïbacker, l'empire envoyant près de dix mille d'entre eux pour attaquer le Duché de Fleid. Il peut voler et dispose d'une cape « mimétique » qui lui permet de se rendre invisible, ce qui couplé à son armement de pointes (la « Griffe de Clymer », un métal liquide qui peut se solidifier selon la volonté du pilote pour former des lames, un bouclier ou des griffes, voir servir à haute température en tant que lance-flammes, le tout couplé a des griffes rétractables dans les avant-bras de l'appareil) en fait un adversaire redoutable et quasiment imbattable pour les engins plus communs et moins avancés utilisés par les autres royaumes. Il est technologiquement très en avance sur les autres Guymelefs de Gaïa grâce à un système de communication permettant d'être en contact avec d'autres pilotes ou avec une forteresse volante ainsi que grâce à une caméra utilisable pour surveiller les alentours lorsque l'appareil a activé sa cape mimétique, caméra qui peut également être utilisée pour fixer une cible sur une très grande distance, cela se voit également dans son cockpit ou le pilote baigne dans une sorte de liquide protecteur sans être totalement arnaché comme les pilotes ennemis, et contrairement aux appareils des autres royaumes les Alseides sont produits en série. En fait, seuls les pilotes très doués, comme Allen et Van, arrivent à faire jeu égal avec les appareils de Zaïbacker grâce à une meilleure technique de combat que celles des autres pilotes. Il tire son nom des Alséides, des nymphes de la mythologie grecque vivant dans les bocages.
Oreades
Celui de Dilandau (à la fin de la série) qui est une version améliorée de son premier Guymelef, un simple Alseid. Il est, comme son prédécesseur, de couleur rouge, qui semble être la couleur fétiche de son pilote. Il tire son nom des Oréades, des nymphes de la mythologie grecque vivant dans les montagnes. Jajuka, l'homme-chien qui sert de second à Dilandau dès l'épisode 23 utilise lui aussi un Oreades, mais dans la couleur bleue standard des Alseides. Ces deux machines paraissent très avancés par rapport aux autres Guymelef, et il n'y en a que deux dans la série: celui de Dilandau et celui de Jajuka, ce faible nombre s'expliquant par le fait que c'est un modèle récent. Contrairement aux Alseides qui ne pouvaient pas utiliser leurs capes mimétiques en vol, l'Oréade est parfaitement capable de dissimuler totalement sa présence en vol comme au sol, mais son armement est quasiment le même que celui de l'Alseid, mais il est largement amélioré par une plus grande puissance de feu pour le lance-flammes et une plus grande rapidité d'action pour l'utilisation du métal liquide de la Griffe de Clymer.
Chafaris
Celui du duc de Fleid est un Guymelef doré doté d'un grand arc noir.
Teiring
Celui de Naria (coiffe argentée) et Eriya (coiffe dorée). C'est un Guymelef dix fois plus rapide que les Alseides grâce à un système de propulsion améliorée. Il ne dispose néanmoins pas de tout l'armement lourd des Alseides, et n'a pas la cape mimétique dont son équipés les Alseides, mais l'engin peut voler plus rapidement et utiliser son armement (une sorte de « Griffe de Clymer ») pour se battre au corps à corps (en se dotant de griffes), capturer une cible (en créant une sorte de « fouet ») ou tirer comme s'il était doté de mitrailleuse (en tirant plusieurs petits dards de métal a très grande vitesse). Encore une différence entre le Teiring et l'Alseid : le Teiring possèdent des « mains » dotées de griffes et pouvant lui servir au corps à corps, contrairement aux Alseides et à l'Oreades qui n'ont pas de « mains ».

## Œuvres composant l'univers de fiction

### Dessin animé
- 1996 : Vision d'Escaflowne : À travers l'histoire de Van et d'Hitomi, on nous raconte celle en marche de Gaïa.

### Manga
- 8 volumes, Vision d'Escaflowne, Pika Édition, 2002-2003, histoire alternative et indépendante de la série mais reprenant plusieurs éléments de la série, notamment les noms des personnages

### Film d'animation
- 2000 : Escaflowne -Tsubasa no Kami (Escaflowne - Une fille sur Gaïa) de Kazuki Akane

Il s'agit, comme dans le cas du manga, d'une histoire alternative et indépendante de la série. Ce n'est ni une suite, ni un prélude.

### Jeux vidéo
- The Vision of Escaflowne, Sorti seulement au Japon sur PlayStation le 1er juin 1997. Jeu d'aventure parsemé de séquences animées. Il est basé sur la série animée originelle. Il est édité en deux versions, normale et collector (coffret spécial + livret + 26 cartes du tarot d'Hitomi).

### Musiques
- Composées par: Yōko Kanno et Hajime Mizoguchi

Série
- The vision of Escaflowne - Over the sky (OST 1)
- The vision of Escaflowne - Original SoundTrack 2
- The vision of Escaflowne - Original SoundTrack 3
- The vision of Escaflowne - Lovers only (OST4)
- The vision of Escaflowne - Jeture (Drama CD)

Film d'animation
- Escaflowne Original SoundTrack - Tsubasa no kami
- Escaflowne 1 Earth (Drama CD)
- Escaflowne 2 Gaea (Drama CD)

### Goodies[Quoi ?]

#### Artbook
- Roman Album (96 pages)
- Memory of Gaea (127 pages)
- Sunrise art book series  (111 pages)
- The vision Of Escaflowne Fan Book (127 pages) (cet artbook fut édité par le fanclub officiel d'Escaflowne)
- Escaflowne Perfect Illustrations (96 pages) (cet artbook fut édité par le fanclub officiel d'Escaflowne)
- Escaflowne 100% Newtype (96 pages) (le film)

#### Dōjinshi de Nobuteru Yuuki
- Escaflowne Fanbook, The Man in the Hight Castle (130 pages)
- Escaflowne Fanbook 2, The Man in the Hight Castle (384 pages)

Ces dōjinshi ont été édités au propre compte de Nobuteru Yūki (vendus par ce dernier en personne au comiket[Quoi ?]) Ils sont en nombre très limité, et très rare, donc forcément cher.
Le Fanbook de la série comporte des crayonnés très rare, visible que dans ce dōjinshi. (Il y a quelques aperçus dans l'artbook Perfect Illustrations) ainsi que tous les dōga/genga clef réalisés par Nobuteru Yūki pour les génériques de début et fin.
Dans le Fanbook 2, nous avons tous les dōga clef que Nobuteru Yūki a dessiné pour le film, plus les crayonnés d'étapes entre le chara-design[Quoi ?] de la série et celui du film (visibles uniquement dans cet ouvrage).

#### Pendentif d'Hitomi
- Il existe deux éditions, la 1re fut créée par le fanclub officiel d'Escaflowne : en simple quartz rose et chaine dorée.
- La deuxième version, est la version bijouterie, réalisée en améthyste, (rose foncé) chaine en or 18 carat, le tout dans un écrin gravé de 'Sunrise et Energist Pendent.

#### Cartes de Tarot
- Il existe deux éditions, la 1re est disponible dans le coffret collector limité du Jeu vidéo PSX.
- La deuxième est une édition en taille réelle de taro divinatoire, 22 cm de hauteur. (L'édition pour le jeu vidéo fut réalisée en taille de cartes à jouer)

#### Film Book[Quoi ?]
- 6 films book sur la série : ce sont des petits recueils au format poche où l'on retrouve les épisodes découpés en une sorte de BD, c'est aussi une aide pour les malentendants afin qu'ils aient une meilleure compréhension de l'histoire.

#### Nouvelles
- 6 nouvelles pour la série
- 1 nouvelle pour le film

Les nouvelles sont composées que de texte avec quelques crayonnés, elles sont éditées généralement pour les sourds qui ne peuvent pas comprendre puisque les mouvements des lèvres ne sont pas respectés dans l'animation... Dans ces nouvelles, il y a des crayonnés réalisés par Hiroshi Ōsaka (le dessinateur des épisodes) totalement inédits (pour la série).

#### Cartes à collectionner
- 21 cartes à collectionner du film (Movic)
- 5 cartes à collectionner collector du film (Movic)
- 5 spécial de la série (Movic)

#### Shitajiki
- 2 sur la série
- 2 très rare sur le film (vendues ensemble avec le coffret DVD box dts Limited Edition jap, en pré-commande uniquement)

#### Figurines
Version LM
Les trois guymelef : Escaflowne, Schéhérazade, Alseides. (simple édition plastique de petite taille)
Action figures
- Escaflowne transformable en dragon. Édition en plastique, de très bonne qualité. (il est fourni avec deux petites figurines plastique de Van et Hitomi d'environ 7 cm de hauteur).

Résine
- Escaflowne, Schéhérazade, Alseides, au 1/96e, très rares.
- Escaflowne en édition limitée sur socle, pré-peint au 1/44e (introuvable à présent)
- Escaflowne transformable en dragon mode du studio Halfeyes au 1/44e. (très complexe à monter car c'est un kit résine transformable).

Personnages résine
- Merle au 1/8e (rare)
- Hitomi au 1/12e repro de la jaquette de l'OST 1 (existe aussi en version transparente, style cristal)
- Hitomi en édition limitée, pré-peint, sur socle entourée d'une grande plume au 1/6e (introuvable à présent)
- Hitomi en uniforme scolaire, de JAF-CON au 1/5e (introuvable à présent)
- Eria/Nariya de JAF-CON au 1/4 (introuvable à présent)
- Van ailé avec Hitomi dans ses bras au 1/6e (modèle unique réalisé pour le magazine Hobby. La licence ne fut jamais vendue pour une fabrication de moule permettant la vente.)